# روسولا كاملة
روسولا كاملة (الاسم العلمي: Russula integra) هي نوع من الفطريات تتبع جنس الروسولا من الفصيلة الروسولية.